# اس‌ام یوبی-۲۶
اس‌ام یوبی-۲۶ (به انگلیسی: SM UB-26) یک زیردریایی بود. این زیردریایی در سال ۱۹۱۵ ساخته شد.